# Teillé (Loira Atlantica)
Teillé è un comune francese di 1 750 abitanti situato nel dipartimento della Loira Atlantica nella regione dei Paesi della Loira.

## Società

### Evoluzione demografica
Abitanti censiti